# سیارک ۲۱۴۳۱
سیارک ۲۱۴۳۱ (به انگلیسی: 21431 Amberhess، نامگذاری:1998FR113) بیست و یک هزار و چهارصد و سی و یکمین سیارک کشف شده‌است که در ۳۱ مارس ۱۹۹۸ کشف شد.
قدر مطلق سیارک برابر ۱۱.۲ است.